# Elfie Stejskal
Elfie Stejskal (* 1948 in Wien) ist eine in den 1970er Jahren bekannt gewordene Abenteuerin und Buchautorin.

## Leben
Sie arbeitete zunächst als Stewardess bei einer Fluggesellschaft. Danach zog sie auf die Malediven, wo sie knapp zwei Monate allein und größtenteils unbekleidet auf einer unbewohnten Insel verbrachte. Anschließend lebte sie in einem Dorf der Einheimischen. Ihre selbsterstellte Dokumentation dieser Reise im Buch Das Mädchen Robinson erschien 1978. Die in dem Buch beschriebene Filmdokumentation dieser Reise gilt als verschollen.  
Später folgte ein elfmonatiger Aufenthalt bei den Wayapi-Indianern in Französisch-Guayana. Dabei wurde sie als Frau in die Gemeinschaft der Wayapi aufgenommen.

## Werke
- Das Mädchen Robinson. Ich wählte die Ursprünglichkeit. Ueberreuter, Wien 1978, ISBN 3-8000-2665-1
  - Neuausgabe als: Malediven – Das Mädchen Robinson. Frederking & Thaler, München 1989, ISBN 3-89405-029-2
- Wayapi. Ein Jahr im Dschungel Guyanas. Orac, Wien 1981, ISBN 3-85368-878-0
  - Neuausgabe als: Ich lebte bei den Wayapi-Indianern. Frederking & Thaler, München 1989, ISBN 3-89405-028-4